# 北宋風雲伝
『北宋風雲伝』（ほくそうふううんでん）は、滝口琳々による日本の漫画。『プリンセスGOLD』（秋田書店）にて2000年5月号より2008年5月号まで連載された。単行本はプリンセスコミックス（秋田書店）より全16巻。

## 概要
原作は清代に石玉崑によって書かれた武侠小説『三侠五義』で、北宋を舞台としている。ストーリーやキャラクター設定は中国大陸の人気ドラマ『少年包青天』の影響をつよく受けている。
歴史漫画としての色合いも相当強いが、少女漫画ということで登場人物の年齢が引き下げられていたり、鬚を生やしていないデザインで描かれている。また、本来ならば「包拯」、「展昭」のように「姓（氏）-諱（名）」で呼び合うことはなく、「姓-字（あざな）」、「姓-官職名」で呼ぶことになるが、日本人には馴染みが薄いことと、分かりにくいとの判断によって避けられた。
小説家の田中芳樹が本作の推薦をたびたび記しており、中公文庫版『十三妹』（武田泰淳、中央公論新社、2002年、ISBN 978-4122040205）の解説文、本作コミックス10巻の帯などがある。

## あらすじ
庶民からも慕われ、公明正大であることから「包青天」とも呼ばれる包拯は開封府尹（かいほうふいん、開封府の長官）を務める。展昭ら武術に優れた侠客が包拯の手足となって、悪を成す者は皇族であろうとも裁いてゆく。
やがて、皇帝の暗殺未遂事件が起き、その究明に動いたことから包拯も命を狙われる。公主（皇帝の娘）の毒殺、皇帝と皇后の不仲、皇后の毒殺、皇帝の暗殺未遂、丁月華を後宮に望む皇帝と娘の寵姫の座を護るべく対立する龐太師といった事件が起き、丁月華がいよいよ後宮へ入ろうとした時に、丁月華は襄陽王の手先の人物に誘拐されてしまう。襄陽王は皇帝への謀反を引き起こす。

## 登場人物
包拯（ほうじょう）
実在した北宋の政治家。長身で色黒、額に三日月型の痣を持つ。白玉堂を怯ませるほどの威圧感を出すことも出来るが、武芸はまったくできない。
たとえ身分のある者でも悪人であれば容赦なく刑罰を科す公正な裁判官。そのため、皇帝の義父である龐吉などと対立しているが、皇帝からの信頼も深く、民衆からも愛されている。一応、物語の主人公である。
元々は普通の人間ではなく天界の住人で、北斗七星の1つ文曲星であるが、記憶を封印して人間界に転生してきている。そのため霊や冥界の官吏と会話、交信ができ「星主」と呼ばれる。しかし、人間として生まれたからには人間として生活したいとして、基本的に異能の力を使うのを忌避している。
科挙を受ける直前に知り合った芙蓉と婚約しており、コミックス3巻「第11話 娶良妻」で正式に結婚する。
展昭（てんしょう）
包拯に仕える剣の達人であり、本作の実質的な主人公。包拯に仕える前から侠客として名を知られており、南侠と称されていた。また、皇帝からはその身軽さから御猫の異名と御前四品帯刀護衛の官位を授かる。実は、まったく泳げない。
一回り以上年長の兄・展鵬（てんほう）がいた。当初は病死と伝えられていたが、後に先帝の隠密としての任務中に刺殺されたことが判明する。
単純な戦闘能力で言えば作中トップクラスであるのだが、恋愛方面では奥手。月華とはお互いの気持ちを伝えるまでに相当な時間をかけ、包拯らに心配をかけていた。紆余曲折を経て、最終話では月華と結婚した。
丁 月華（てい げっか）
本作のヒロイン。コミックス4巻 「第14話 真情吐露」より登場。無理に結婚させようとする家を抜け出し、男装して旅をしていた。北侠・欧陽春の名を騙って展昭と対峙するなど、展昭に劣らぬ剣の腕前を持っている。地は男装のときのような感じであり、女性としてはかなりの長身。普段から化粧することはほとんどないが、装った際には名家の令嬢の素振りも可能で、月の天女、嫦娥とも称させる美女となる。
白玉堂とは親の決めた許婚であるが（親や兄たちは、まだ見ぬ南侠・展昭を許婚にすることや、後宮に入れることも考慮していた）、自分の心を汲んでくれない白玉堂とは何となく距離を置いていた。そんな事情もあり、出会った初期段階において展昭に対し女性として扱われるのを嫌うそぶりを見せたため、以降奥手な展昭は月華に告白できず、またあくまで男友達のように接し、自分を女性として見ていないのではないかと感じる月華という、まったく進展しない関係を続けて包拯らを困惑させていた。
何度か皇帝の窮地を救ったこともあり、それが縁で皇帝から皇后に求められ、実家や包拯、展昭らに類を及ぼさないよう後宮へと入った。
実は、皇族でもある襄陽王と丁兆蘭、丁兆蕙の叔母（父方の妹）の娘であり、本名は趙月華。そのため同姓不婚の規定により皇帝は月華を皇后とすることを諦め、最終話で実父の喪が開けた後に展昭と結婚した。

### 三侠五義
南侠（なんきょう）
展昭の項目を参照。
白 玉堂（はく ぎょくどう）
コミックス1巻「第3話 錦毛鼠」より登場。五鼠と呼ばれる五人の義士（五義）の一人で、展昭をライバル視している。あだ名は錦毛鼠で、文武両道に優れるが、傲慢で始終トラブルを引き起こす。
元々は「鼠」のあだ名を持っている五鼠に対し、展昭が「猫」といういかにも自分達より強そうなあだ名を名乗っていることに不満を感じて、展昭と戦うために開封にやって来たが、展昭に敗北。また、後には展昭と月華を巡って三角関係を形成した。
展昭とは対照的に恋愛経験豊富であり、本命の月華以外の女性とも適当に遊んだりしているが、これは月華をなびかせるための手腕を磨くためであった。ただ、実際は女心を分かっておらず、妓楼などではたびたび痛い目に遭ったり、酔った勢いで飛燕を抱こうとして拒絶されたりしている。
なんどか皇帝の危機を救ったことから、御前四品帯刀護衛の官位を授かる。
原作では悲惨な最期を遂げる人物であったが、本作では最後まで生き残った。
丁 兆蘭（てい ちょうらん）、丁 兆蕙（てい ちょうけい）
双侠と呼ばれる双子の侠客。兆蘭が兄で兆蕙が弟。丁月華の兄でもあるが、実際には月華とは妹ではなくいとこ（父の妹の娘、母の兄の娘）という関係であった。
コミックス4巻「第15話 救包公」より登場。家出した月華を追い開封へ向かう途中で包拯の暗殺計画を耳にし、これを止めるために一芝居打った。
兆蕙は白玉堂の姉である白玉蘭にアプローチしている。
父・丁 兆華（てい ちょうか）は、先帝の下で将軍職を務めていたこともあるが、故人。兄の兆蘭が丁家の主となっている。
欧陽 春（おうよう しゅん）
北侠。南侠の展昭と並び称される侠客。刀を得意とする。月華が登場時に名前を騙ったり、名前だけは初期から登場している。
包拯よりも長身であり、紫がかった色をした頭髪、鬚をたくわえた風貌と青い瞳が特徴。展昭らよりもかなり年上で自身を「おじさん」と称することも多い。
展昭の兄・展鵬（てんほう）とは、旅の途中で知り合い、丸一日戦っても決着が着かず、1年後の再戦を誓い合ったという奇妙な友情があり、何者かに殺害された展鵬の仇を探っていた。その確たる証拠をつかむため襄陽王の配下としてふるまっている。
廬方（ろほう）、韓彰（かんしょう）、徐慶（じょけい）、蒋平（しょうへい）
五鼠と呼ばれる五人の義士、義兄弟たち。白玉堂の義兄。
月華を白玉堂が誘拐した際には、それぞれに展昭と闘うが、打ち負かされる。
包拯に請われ、包拯らが留守の間、開封で襄陽王の手下から皇帝を護る。

### 開封府の仲間
公孫策（こうそん さく）
「公孫先生」と称される包拯の配下で頭脳派。医術の心得もある。
科挙の本試では緊張から実力を発揮できず、不合格を繰り返していた。
王朝（おうちょう）、馬漢（ばかん）、張龍（ちょうりゅう）、趙虎（ちょうこ）
包拯の配下の肉体派。三侠五義よりははるかに劣るが、武術の腕前は高い。
原作では元山賊であるが、本作では試験官に賄賂を渡さなかったということで武科挙を不合格にさせられた者たちとなっている。
趙虎は白玉蘭のファン。
李 芙蓉（り ふよう）
包拯の妻となる女性。優しさと芯の強さを併せ持つ女性。当初、展昭も理想の女性像として名前を挙げていた。
最終話では子供を出産したことが語られている。

### 皇族、皇族関係者
皇帝
北宋の4代皇帝。本名は趙禎（ちょう てい）であるが、その名を呼ばれることはほとんど無い。また仁宗も廟号であるため脚注以外には使用されない。
先帝の弟である八王（趙元儼）の子供であったが、当時の皇太子が死亡した後に先帝の養子となり、幼くして皇帝位を継いだ。
実は先帝の実の子供であり、劉皇太后（当時は劉妃）の配下の者が誕生時に亡き者としようとしたが、果たせずに八王に預けたものであったことがコミックス5巻「第16話 換太子」で明らかになる。
龐 吉（ほう きつ）
包拯の政敵。官位は太師。娘が貴妃として仁宗の寵愛を受け（作中で妊娠、出産する）、皇帝の義父として権勢も強大。罪を犯したとはいえ、息子が包拯によって処刑されてしまったことから包拯を恨んでいる。
皇帝が月華を皇后にと望んだ際に禁じられている呪詛を月華に対して行ったことからついには有罪の判決を受ける。しかし、先帝より免死の金牌を貰っていたため、処刑にはならなかったものの、役職からの罷免と開封からの退去を皇帝から命じられる。
龐吉は飛燕と共に襄陽で、襄陽王と手を組み謀反を画策するが、襄陽王が龐貴妃と男児を暗殺したことを知ると、皇帝に謀反計画を訴え出た。
悪人であることは間違いないのだが、間の抜けたところがあり、なんとなく憎めない人物になっている。
龐 飛燕（ほう ひえん）
漫画版のオリジナルキャラクター。コミックス3巻「第12話 求婚礼」より登場。
初期は父の政敵にあたる包拯に対立するキャラクターであった。展昭を拉致し、展昭を助けに来て逆に捕まった白玉堂に惚れ込んでしまう。少々わがままなところがあるが、別に悪人というわけではない。玉堂も最初は遊びのつもりであったようだが、徐々に飛燕の気持ちに応えるようになってきた。
襄陽では、謀反への協力の担保として、襄陽王の息子と婚約させられる。
龐貴妃（ほう きひ）
本名は、龐玉環（ほう ぎょくかん）。龐吉の娘、飛燕の姉。龐吉や飛燕からは「貴妃」と呼ばれることがほとんど。
皇帝より年上であり、年齢からくる余裕と演技で皇帝に接していたため、郭皇后よりも寵愛を賜るようになった。皇后位に付けなかったのは、父親が大師という重役であり、これ以上、権勢を与えないようにとの皇太后らの政治的判断に拠る。
女児、男児を出産するがどちらも毒殺され、本人も襄陽王の手先の女官に暗殺される。
劉皇太后（りゅう こうたいごう）
先帝の后。仁宗の義母。当初は娘婿を処刑した包拯を快く思っていなかった。また、皇帝に対しても養子にしたときから「立派な皇帝になるように」と過度に厳しく接していたことと、幼くして即位してしばらくは垂簾聴政を行っていたこともあり仲は良くなかった。
コミックス5巻「第16話 換太子」にて、皇帝、および皇帝の産みの母・李妃と和解し、穏やかな心で逝去する。
長公主（ちょうこうしゅ）
コミックス3巻「第9話 鍘美案」より登場。先帝と劉皇太后の間に産まれた娘。皇帝の妹。劉皇太后に甘やかされて育ったため、わがままが強い。長公主は皇帝の姉妹に対する称号であり、本名は英媛（えいえん）。
科挙に合格した男にひと目ぼれし結婚するが、その男には故郷に妻子がいた。地位に目がくらんだ男が妻子の抹殺を図ったこともあり、包拯の裁きの下、処刑される。それを逆恨みして、コミックス3巻「第11話 娶良妻」では挙式目前の芙蓉を拉致した。芙蓉に心の奥底を見抜かれたことで、わだかまりも解消し、包拯と芙蓉の結婚を祝った。
当初は皇帝が養子であったため義理の兄妹と思われたが、コミックス5巻「第16話 換太子」にて腹違いの兄妹であることが判明し、皇帝とのわだかまりも解消する。母である劉皇太后が亡くなるのと引き換えるように男子を出産した（父親は前述の処刑された男）。
李妃（りひ）
先帝の妃の1人で、劉妃（後の劉皇太后）と共に「男子を先に産んだほうが皇后」とされたが、劉妃の配下の者の手により、産まれた男子と皮を剥いだ山猫の死体とを取り換えられた。産まれた男子は先帝の弟・八王の下へ預けられ、紆余曲折を経て現在の皇帝となっている。
長年の隠遁生活で視力を失っており、自分が産んだ子が（皇帝になっているとは知らずに）生存していたことを知り、開封に戻ってきたところを展昭、月華に助けられた。
生来の優しい性格で、自分を陥れたことになる劉皇太后にも慈愛を注ぐ。皇太后として後宮にて暮らすようになる。
郭皇后（かく こうごう）
皇帝の正妃。誤解とすれ違いから皇帝とは不仲であったが、心中では相思相愛であった。
コミックス8巻「第21話 一夜情」において、皇后の爪が皇帝の頬を傷つけてしまったことから、いったんは廃后される。その後、皇帝との誤解も解けたが、皇后として後宮に戻ってくると龐貴妃の皇后昇格が断たれることから貴妃配下の者の独断で毒殺される。
曹 秀玲（そう しゅうれい）
コミックス13巻「第32話 願鳳凰」より登場。宋建国の功臣・曹彬の曾孫。月華が後宮に上がる少し前に後宮に召されたが、郭皇后を失ったばかりの皇帝にはまったく見向きもされなかった。そのため、後宮に畑を作って農作物を育てるなどしていた変わり者。後宮に上がった月華とは仲良よくなり、龐貴妃が死亡した際には真相究明に奔走したが捜査権も無いために、真相にはたどり着かなかった。
襄陽王の手下の謀反の際には、謀反の兵がつけた火に対し率先して、消火活動を行う。後に皇后となった。
趙 鳳珠（ちょう ほうじゅ）
丁兆蘭、丁兆蕙の実母。月華の伯母、養母。襄陽王の実妹。先帝の命により当時功績のあった丁兆華に降嫁する。
襄陽王（じょうようおう）
本名は趙珏（ちょう かく）。
初代皇帝趙匡胤、二代皇帝趙匡義の弟である趙廷美の息子。兄弟の母（杜太后）は遺言で、皇帝位は直系男子ではなく一族の年長者が継ぐように言い残した。そのため二代皇帝は趙匡胤の息子ではなく弟の趙匡義が継いでいる。遺言に従えば、三代皇帝は趙廷美が継ぐべきなのだが、趙匡義は自分の子供を皇帝とするために、趙匡胤の息子を自殺に追い込んだり、趙廷美に謀反の罪ありとして失脚させ死に追い込んだと噂されている。このことから、皇帝一族を恨んでいる。皇帝を本名の趙禎と呼び捨てる数少ない人物。
欧陽春や侠客多数を配下にしており、欧陽春には謀反の計画を共にする同志の証として、皇帝の後宮から月華を誘拐させる。月華と対面したことで、かつて愛し自分の下を去った女性の面影を月華に見て自分の娘であることを知る。そして、月華との結婚を餌に展昭を仲間に引き入れよう画策する。
開封から追放された龐吉と手を組んだことで、龐吉の財産を利用し謀反を決起することを決め、謀反のあかつきには自分の息子・承清と飛燕とを結婚させる約定の文書を渡す。しかし、龐貴妃を暗殺したことが龐吉に知れ、龐吉は開封府へ駆けこむ。
開封の手下に皇帝を襲撃させるも、開封に残っていた丁兆蕙、駆けつけた白玉堂以外の五鼠の活躍、曹秀玲の機転などで襲撃は失敗。襄陽府に火を付け、死亡する。
趙 承清（ちょう しょうせい）
襄陽王の息子。父の謀反には加担していなかった。本来ならば謀反を起こした者の一族郎党は処刑の対象となるのだが、反乱の原因が自分の祖父である二代皇帝にもあるとの判断により皇帝の命で罪を減じられるが、本人の意思で仏門に出家した。
御猫（おんねこ）
皇帝のペットである黒猫。大ぶりの真珠飾りのついた首輪をしている。展昭が初めて皇帝を救った際の身の軽さがペットの猫のようだと「御猫」の異名を授かることになる。

### その他
白 玉蘭（はく ぎょくらん）
漫画版のオリジナルキャラクター。コミックス2巻「第8話 鬧恋愛」より登場。
白玉堂の姉で、姿形は弟と瓜二つ。開封一の女優として有名であり、またかなりの美人であるが、性格はキツめ。初期は展昭に惚れ込んでいたが、白玉堂そっくりに容貌なため、せまっても展昭が引くだけ（かつて女装した白玉堂が展昭にせまったふりをしたことがあり、展昭にはそれ以来のトラウマとなっている）なため、進展はまったく無く、やがて月華と展昭との仲を認め、身を引いた。
段将軍（だんしょうぐん）
本名は段起（だん き）。襄陽王に恩があり、襄陽王の手先となって皇帝や包拯の暗殺や失脚を画策する。展昭の兄の展鵬とも親しかったが、展鵬が襄陽王の謀反についての情報を得たため殺害した。
コミックス12巻「第三十話 懐疑心」において、再び皇帝暗殺を実行するも捕えられ、恩人でもある襄陽王のことは一言も漏らさず自害して秘密を守った。
李 青（り せい）
龐吉に仕えている人物。左眼に傷があり隻眼である。
奎 魁星（けい かいせい）
人間ではなく、冥界の官吏で、天曲星としての包拯の部下。
柳 翠鳳（りゅう すいほう）
開封で一番と称される妓女。白玉蘭とはどちらが開封で一番の美女か張り合っている。

## 書籍情報
秋田書店プリンセスコミックスより全16巻。
1. 2001年2月10日 ISBN 4-253-19081-2
2. 2001年6月10日 ISBN 4-253-19082-0
3. 2001年12月15日 ISBN 4-253-19083-9
4. 2002年6月25日 ISBN 4-253-19084-7
5. 2002年12月15日 ISBN 4-253-19085-5
6. 2003年6月10日 ISBN 4-253-19086-3
7. 2004年1月10日 ISBN 4-253-19091-X
8. 2004年5月30日 ISBN 4-253-19092-8
9. 2004年12月20日 ISBN 4-253-19384-6
10. 2005年6月15日 ISBN 4-253-19385-4
11. 2005年10月15日 ISBN 4-253-19386-2
12. 2006年4月15日 ISBN 4-253-19387-0
13. 2006年12月15日 ISBN 4-253-19388-9
14. 2007年7月15日 ISBN 4-253-19389-7
15. 2008年1月15日 ISBN 4-253-19390-0
16. 2008年7月15日 ISBN 4-253-19394-3